# Jabłko łąckie

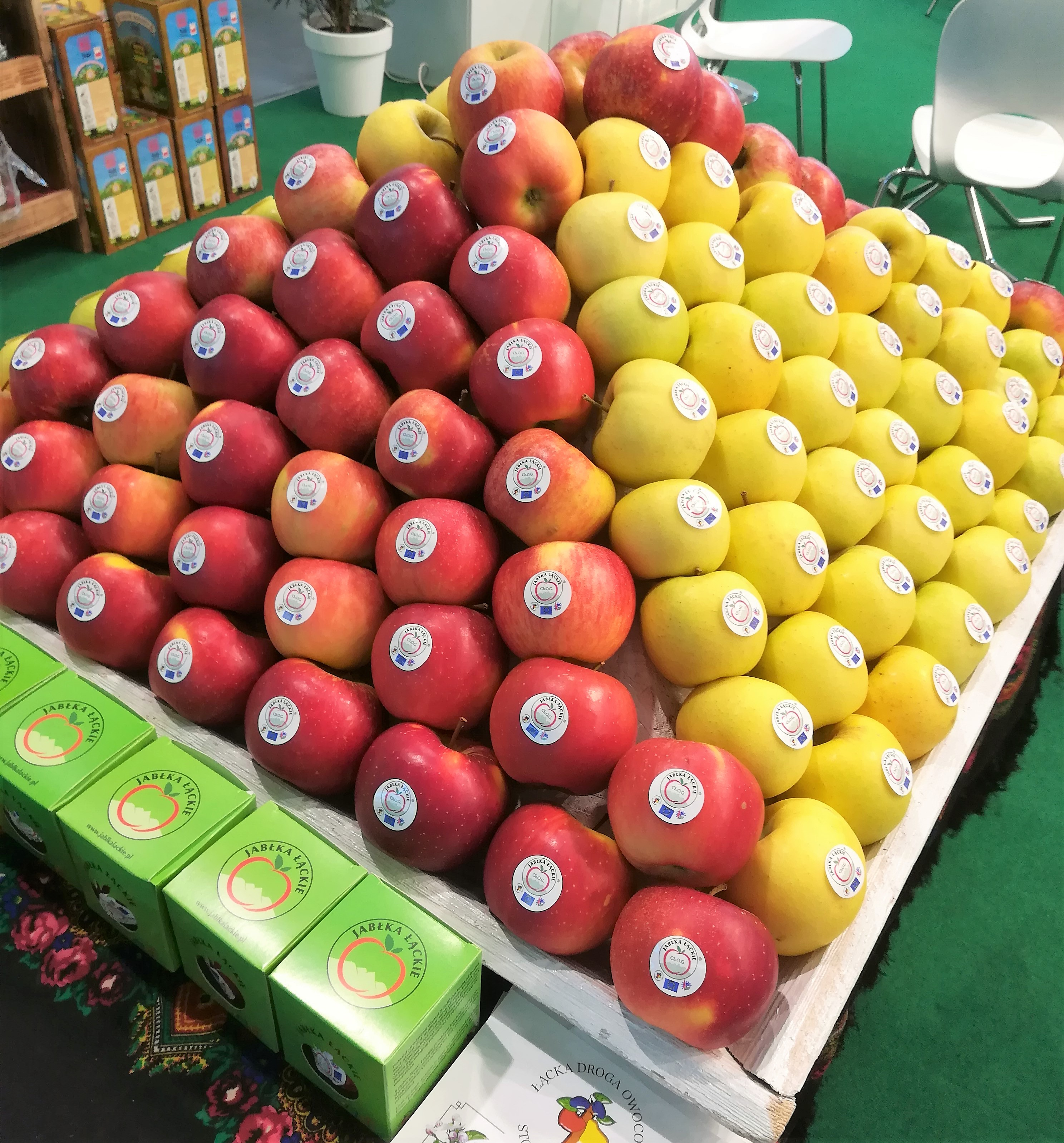
Prezentacja jabłek łąckich na targach Smaki Regionów w Poznaniu (2018)

Jabłko łąckie – odmiana handlowa jabłka, zbieranego z jabłoni (Malus Mill.) rosnących na terenie Kotliny Łąckiej w Polsce. Posiada Chronione Oznaczenie Geograficzne Unii Europejskiej. Na Listę produktów tradycyjnych wpisane zostało 10 października 2005.
Jabłka łąckie charakteryzują się silną soczystością i rumieńcem, mocnym aromatem, a także stosunkowo wysoką kwasowością, określaną przez koneserów jako górska zielona nutka. Niektóre odmiany mają nalot woskowy. Konsystencja miąższu zależy od odmiany – może być krucha średnio-zwięzła lub ścisła. Walory te nadaje owocom lokalny mikroklimat. Rdzawienie owoców jest tu stosunkowo małe. Większość łąckich sadów rośnie na stokach o nachyleniu 15°, umożliwiających najlepsze z możliwych rozłożenie rocznych temperatur. Owoce (jabłka, śliwki i gruszki) w Kotlinie Łąckiej uprawiano już w XIII wieku i spławiano Wisłą do Gdańska, a potem ekspediowano do innych krajów europejskich. W XVII i XVIII wieku sady owocowe były już bardzo rozwinięte. W 1698 (według lokalnych protokołów) część chałupników miała obowiązek zbioru owoców i dostarczania ich do dworów w ramach pańszczyzny. Według legendy, miejscowy ksiądz Jan Piaskowy, nakazywał parafianom sadzenie drzewek owocowych, jako pokutę za grzechy. Corocznie wiosną obchodzone jest lokalnie Święto Kwitnącej Jabłoni.
W 2014 r. Poczta Polska, w serii Polskie produkty regionalne na znaczkach, wydała w nakładzie 200 000 sztuk znaczek pocztowy o wartości 5 zł, prezentujący jabłko łąckie. Emisji towarzyszyła koperta pierwszego dnia obiegu oraz datownik okolicznościowy.